# Ercheia costipannosa
Ercheia costipannosa là một loài bướm đêm trong họ Noctuidae.